# Coluche

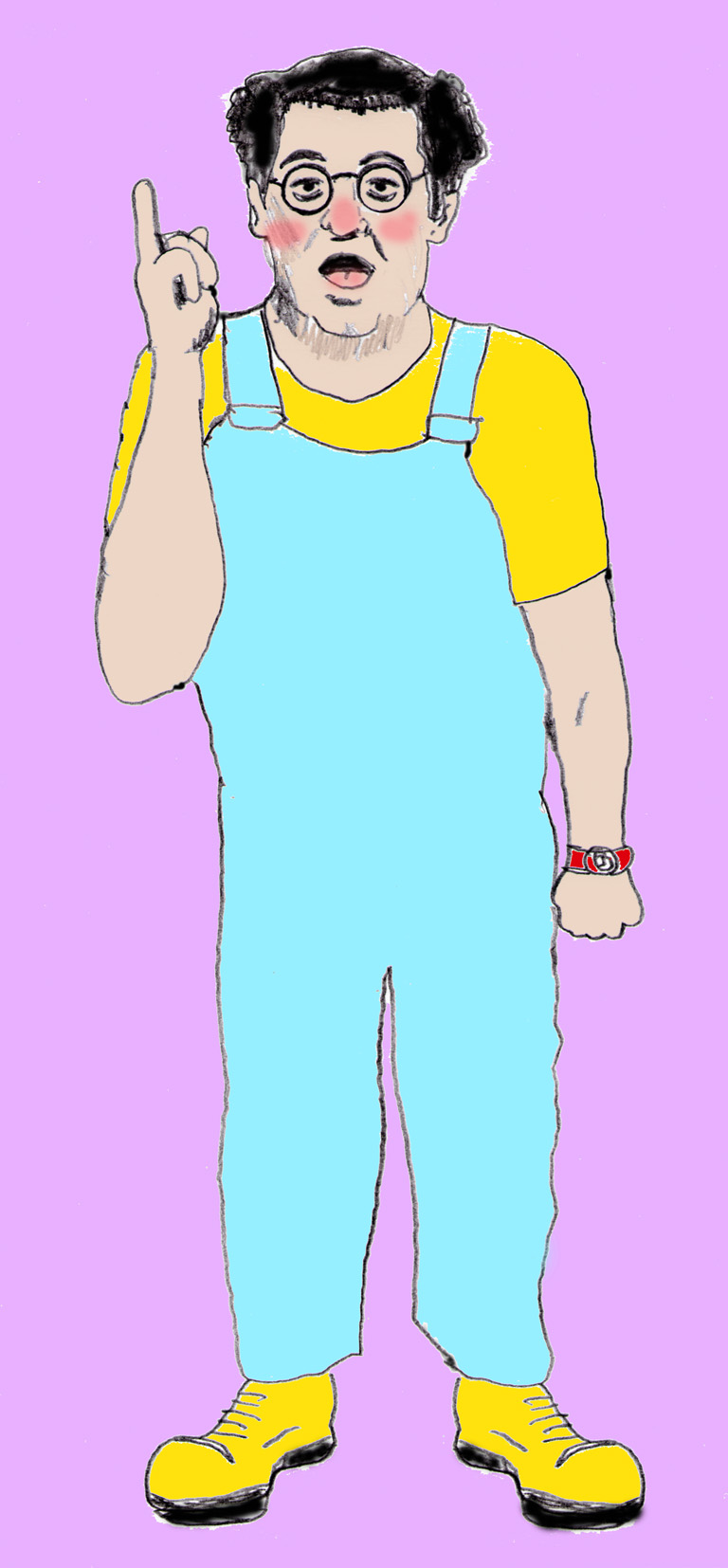
Coluche

Michel Colucci, cunoscut sub pseudonimul de Coluche (n. 28 octombrie 1944 - d. 19 iunie 1986) a fost un umorist și actor francez. S-a născut la Paris în Arondismentul 14 și a decedat lângă Opio în departamentul Alpes-Maritimes în urma unui accident de motocicletă.

## Biografie
Colouche s-a făcut cunoscut ca umorist în cadrul spectacolelor de music-hall. Conform propriei sale caracterizări, umorul său era grosier, dar "fără să cadă în vulgaritate". Datorită libertății sale de exprimare, Colouche a dus la apariția unui nou ton critic, atacând tabuurile și valorile morale sau politice ale societății contemporane. Provocator și agitator prin luările sale de poziție asupra problemelor sociale, Colouche decide să se prezinte la Alegerile prezidențiale franceze din 1981, dar în urma presiunilor din partea cercurilor politice, se vede nevoit să se retragă, nu înainte de a fi cotat cu intențiilde de vot a 16% dintre francezi.
În anii 1970 și 80 începe să obțină roluri de cinema iar în 1984 obține Premiul César pentru cel mai bun actor pentru rolul principal din Tchao Pantin. Datorită prezenței sale mediatice, Colouche fondează asociația caritativă Les Restos du Cœur, un lanț de cantine pentru săraci. Provenind dintr-un mediu sărac (conform zicalei sale: "nu sunt un bogătaș nou, sunt un fost sărac" - în franceză : "Je ne suis pas un nouveau riche, je suis un ancien pauvre"), Colouche este conștient de deficiențele sistemului de ajutorare a celor fără posibilități, iar asociația sa are ca principal scop să contracareze aceste deficiențe. La puțin timp după înființarea asociației Colouche moare într-un accident de motocicletă în care percutează un camion pe un drum sinuos în apropiere de Cannes. Este înmormântat la Paris, iar la funerariile sale sunt prezente numeroase personalități franceze.
Rând pe rând admirat, temut și denigrat, Colouche este considerat provocatorul anilor 80, fiecare apariție televizată a sa fiind așteptată cu mult interes. A reușit să creeze o nouă imagine a televiziunii, mult mai decontractată, cuvintele grosiere devenint mult mai puțin problematice. Umorul, expresiile și generozitatea sa au impresionat puternic societatea franceză și îi supraviețuiesc, făcând din el un personaj încă de actualitate. În memoria sa au fost numite mai multe spații culturale, o școală, câteva parcuri precum și o piață în Paris.

## Filmografie

#### Ca regizor
- 1977 : Vous n'aurez pas l'Alsace et la Lorraine (cu Marc Monnet).

#### Ca actor

##### Anii 1960
- 1969 : L'Innocente, scurtmetraj de Olivier Ricard : un pêcheur

##### Anii 1970
- 1970 : Le Pistonné, regia Claude Berri : Marquand (crédité Michel Coluche en fin de générique)
- 1970 : Piele de măgar (nemenționat), regia Jacques Demy : un paysan injurieux
- 1971 : Laisse aller, c'est une valse, regia Georges Lautner : le patron du café (crédité Colhuche au générique)
- 1971 Madame, êtes-vous libre ? (film TV) : Georges
- 1971 : Tang (serial TV), regia André Michel : un infirmier (ep. 5)
- Format:Pertinence détail
- 1973 : Elle court, elle court la banlieue, regia Gérard Pirès : Bouboule
- 1973 : L'An 01, regia Jacques Doillon : le chef du bureau
- 1973 : Themroc, regia Claude Faraldo : le jeune voisin/un ouvrier/un flic
- 1973 : Le Grand Bazar, regia Claude Zidi : le visiteur de l'appartement
- 1973 La Ligne de démarcation (feuilleton), regia Jacques Ertaud, Format:3e (Alex) : l'évadé froussard
- 1975 : Salavin, regia André Michel (téléfilm) : Tastard
- 1975 : La Cloche tibétaine (téléfilm), regia Serge Frydman, Michel Wyn : Cécillon
- 1976 : Les Vécés étaient fermés de l'intérieur de Patrice Leconte : l'inspecteur Charbonnier
- 1976 : Aripioară sau picior? (L'Aile ou la Cuisse), regia Claude Zidi : Gérard Duchemin
- 1977 : Drôles de zèbres de Guy Lux : le chef des cuisines
- 1977 : Vous n'aurez pas l'Alsace et la Lorraine de (et avec) Coluche et Marc Monnet : le roi Gros Pif

##### Anii 1980
- 1980 : Polițistul ghinionist (Inspecteur la Bavure), regia Claude Zidi : Michel Clément
- 1980 : Reporters, regia Raymond Depardon : lui-même
- 1981 : Signé Furax, regia Marc Simenon : l'agent double 098/099
- 1981 : Le Maître d'école, regia Claude Berri : Gérard Barbier
- 1982 :  Elle voit des nains partout !, regia Jean-Claude Sussfeld : un hallebardier
- 1982 : Deux Heures moins le quart avant Jésus-Christ, regia Jean Yanne : Ben-Hur Marcel /Aminemephet
- 1983 : Banzaï, regia Claude Zidi : Michel Bernardin
- 1983 : La Femme de mon pote, regia Bertrand Blier : Micky
- 1983 : Tchao Pantin, regia Claude Berri : Lambert
- 1983 : Soleil, Soleil (Vidéo-clip du chanteur Ahmed Fakroun), regia Jean-Baptiste Mondino : un téléspectateur[11]
- 1984 : Le Bon Roi Dagobert de Dino Risi : Dagobert 1er
- 1984 : La Vengeance du serpent à plumes de Gérard Oury : Loulou Dupin
- 1984 : Les Rois du gag de Claude Zidi : Georges
- 1985 : Sac de nœuds de Josiane Balasko : Coyotte
- 1985 : Le Fou de guerre de Dino Risi : Oscar Pilli
- 1986 : Les restaurants du cœur (Vidéo-clip) : lui-même

## Citate celebre
- "Dieu a partagé; il a donné la nourriture aux riches et l'appétit aux pauvres" (Dumnezeu a împărțit; a dat mâncarea bogaților și pofta săracilor)
- "Je suis capable du meilleur et du pire, mais dans le pire, c'est moi le meilleur" (Sunt capabil de cele mai bune și cele mai rele, dar în cele mai rele, sunt cel mai bun)
- "Le Russe qui a eu le moins de chance, c'est Youri Gagarine : Il a fait 17 fois le tour de la terre et il est retombé en U.R.S.S." (Rusul cel mai ghinionist, este Yuri Gagarin: A făcut de 17 ori turul Pământului și a căzut tot în URSS)
- "Le capitalisme, c'est l'exploitation de l'homme par l'homme. Le syndicalisme, c'est le contraire ! " (Capitalismul este exploatarea omului de către om. Sindicalismul este contrariul)
- "Le travail c'est bien une maladie, puisqu'il y a une médecine du travail" (Munca este o boală, deoarece există medicina muncii)
- "Mettons qu'ils arrêtent (le doping) [...] : Le tour de France pour arriver le 14 Juillet, eh ben y faudra qu'ils partent à Noël, hein ! " (Să admitem ca dopingul va înceta: Turul Franței, ca să ajungă la Paris pe 14 iulie, ar trebui să pornească la Crăciun, așa-i!)
- "De tous ceux qui n'ont rien à dire, les plus agréables sont ceux qui se taisent. " (Dintre toți cei ce nu au nimic de zis, cei mai agreabili sunt cei care tac)
- "La nouvelle lessive lave plus blanc que la lessive qui lavait déjà plus blanc! Alors, moi, j'ose plus changer de lessive, j'ai peur que mes vêtements deviennent transparents !" (Noul detergent face rufele mai albe decât vechiul detergent care făcea deja rufele mai albe: Atunci, eu, nu mai am curajul să schimb detergentul, mi-e frică că hainele îmi vor deveni transparente)